# Cono de Arita
Il Cono de Arita è uno stratovulcano di 200 m che sorge nel Salar de Arizaro (Nord-ovest dell'Argentina), il sesto deserto di sale più grande del mondo e il secondo del Paese dopo le Salinas Grandes. La peculiare forma del Cono de Arita ne fa il cono più perfetto del pianeta. In merito alla sua formazione, sono state negli anni formulate diverse ipotesi. Ipotesi archeologiche, oppure leggendarie. Pare infatti che il Cono de Arita venisse utilizzato come centro cerimoniale prima dell'arrivo degli Inca. In ogni caso la sua origine è del tutto naturale.